# Arima Kinen
Groupe 1
L'Arima Kinen (有馬記念) est une course hippique de plat se déroulant fin décembre sur l'Hippodrome de Nakayama à Funabashi, Chiba au Japon. C'est une course de groupe 1 ouverte aux chevaux de 3 ans et plus et disputée sur 2 500 mètres. La particularité de cette épreuve est, comme son pendant printanier le Takarazuka Kinen, que la liste des partants est établie d'après un vote du public. Elle est, à ce titre, la course la plus populaire au Japon.

## Histoire et principe

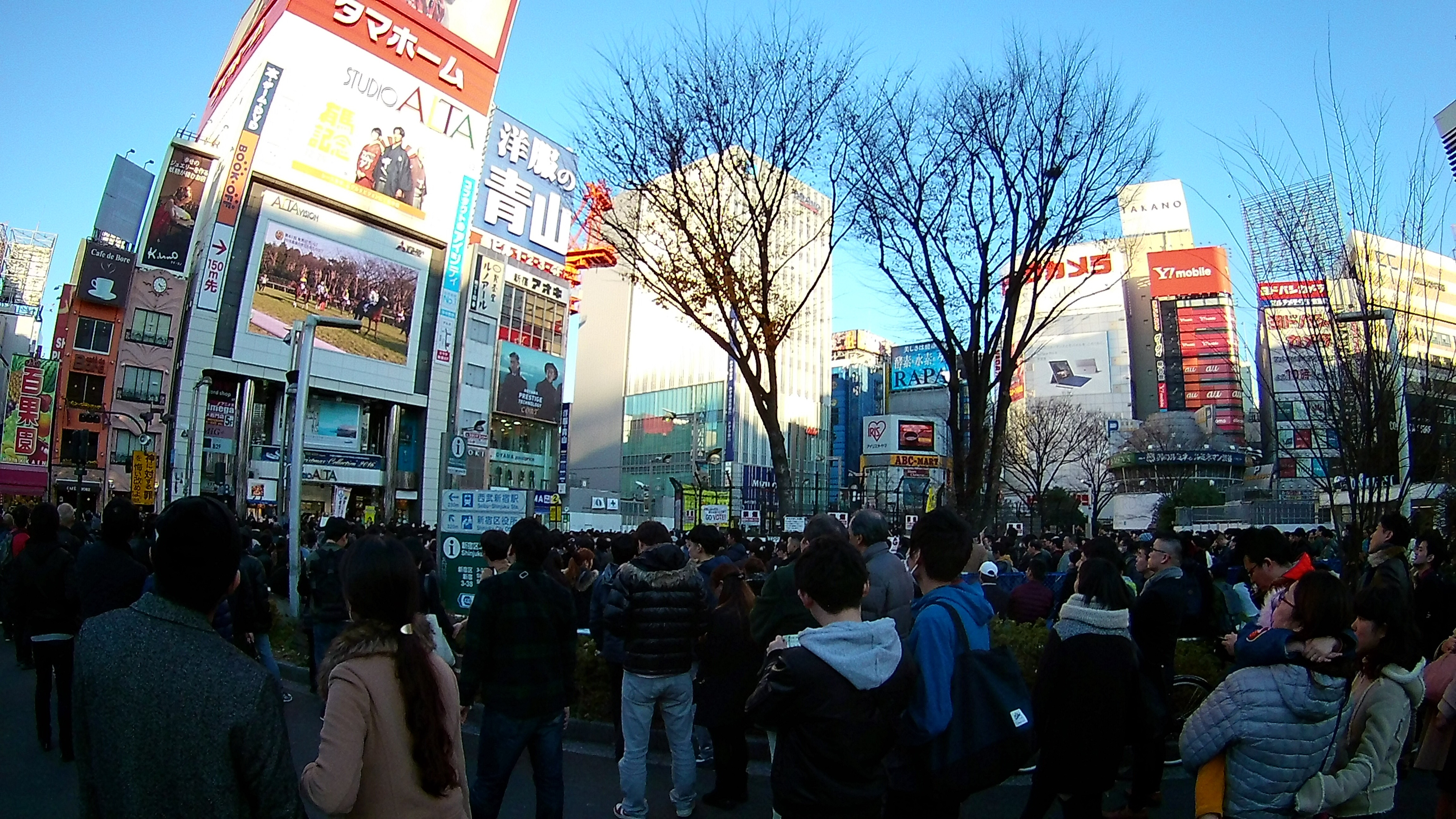
Des passants s'arrêtent pour regarder l'Arima Kinen dans le quartier de Shinjuku, à Tokyo

La première édition de l'Arima Kinen se tint en 1956, alors sous l'appellation Nakayama Grand Prix (中山グランプリ). Elle fut rebaptisée l'année suivante en hommage à Yoriyasu Arima (1884–1957), l'un des fondateurs de l'hippodrome de Nakayama, et initiateur de l'événement. Jusqu'en 1999 la course était réservée à des chevaux entraînés au Japon, puis elle a été ouverte à des chevaux étrangers à condition qu'ils aient remporté une grande course sur le sol japonais - à ce jour, aucun cheval étranger n'a rempli cette condition et donc participé à l'épreuve.
La course est ouverte à 16 concurrents, dont dix, qui doivent être inscrits à la JRA (Japan Racing Association) sont désignés à l'issue d'un vote du public. Les 6 autres places au départ sont réservées à des chevaux pouvant relever d'une autre institution, la NAR (National Association of Racing) ou basés à l'étranger, et sont attribués en fonction des gains amassés en courses. Les plus grands noms des courses japonaises ont inscrit leur nom au palmarès de cette épreuve, qui demeure la plus suivie au Japon, avec jusqu'à 160 000 spectateurs (en 2005, l'année de la victoire de Heart's Cry sur Deep Impact), et celle qui génère les plus gros paris au monde.
L'allocation s'élève à ¥ 648 000 000 yens (environ 5 000 000 euros) et le record de la course est détenu par Zenno Rob Roy (monté par le jockey français Olivier Peslier), lauréat en 2004 avec un chrono de 2'29"50. Six chevaux sont parvenus à inscrire deux fois leur nom au palmarès : Speed Symboli, Symboli Rudolf, Oguri Cap, Grass Wonder, Symboli Kris S et Orfevre. Yasutoshi Ikee est l'entraîneur ayant remporté le plus d'éditions (5) quand du côté des jockeys, c'est Kenichi Ikezoe le plus titré, avec 4 succès.

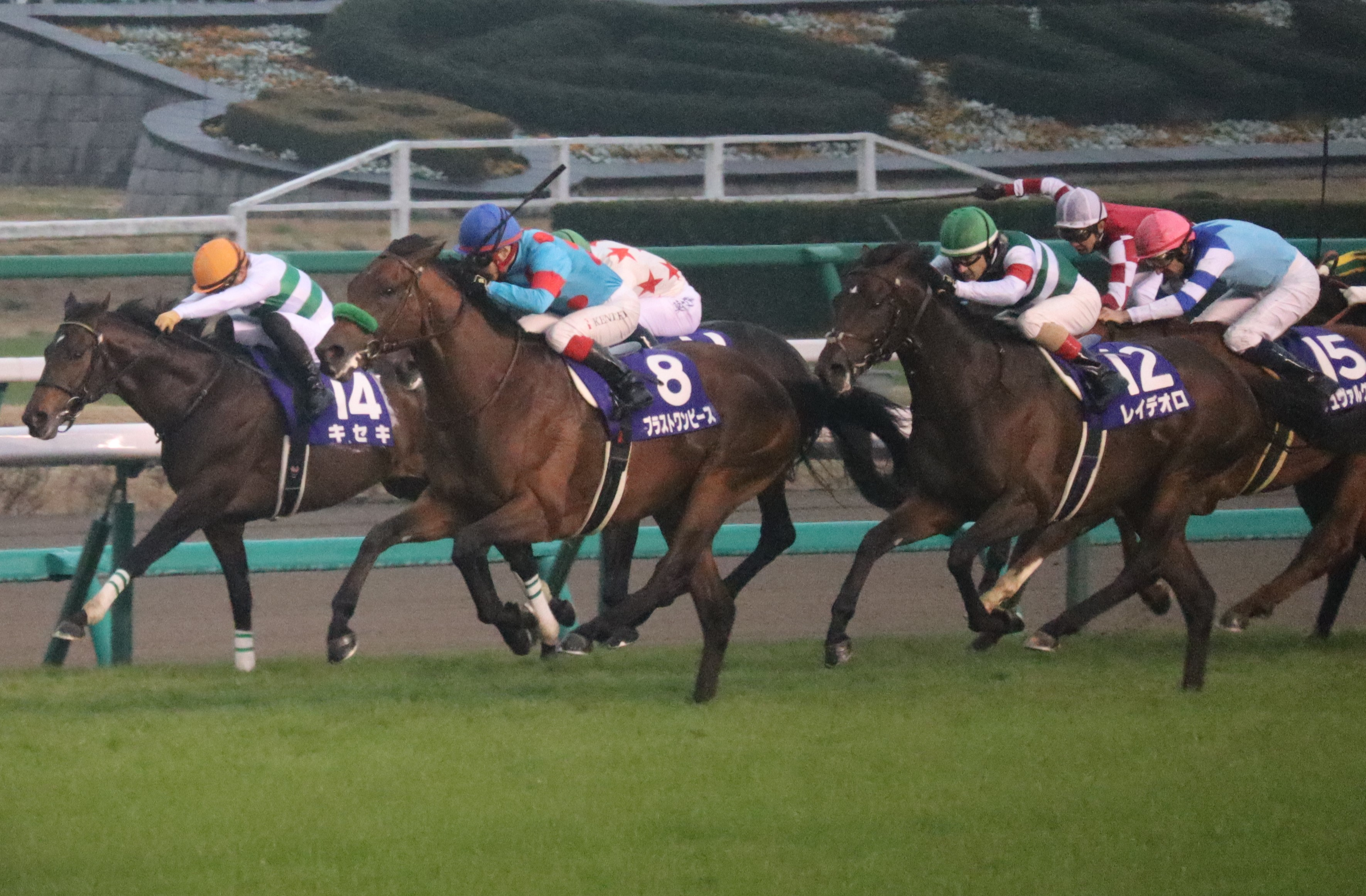
Victoire de Blast Onepiece dans l'édition 2018

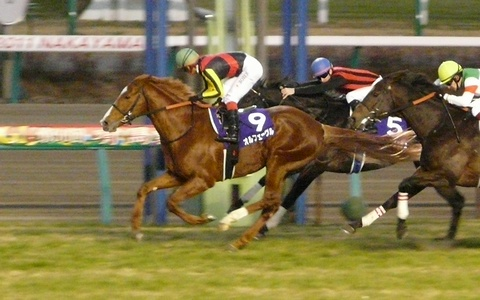
Victoire d'Orfevre dans l'édition 2011

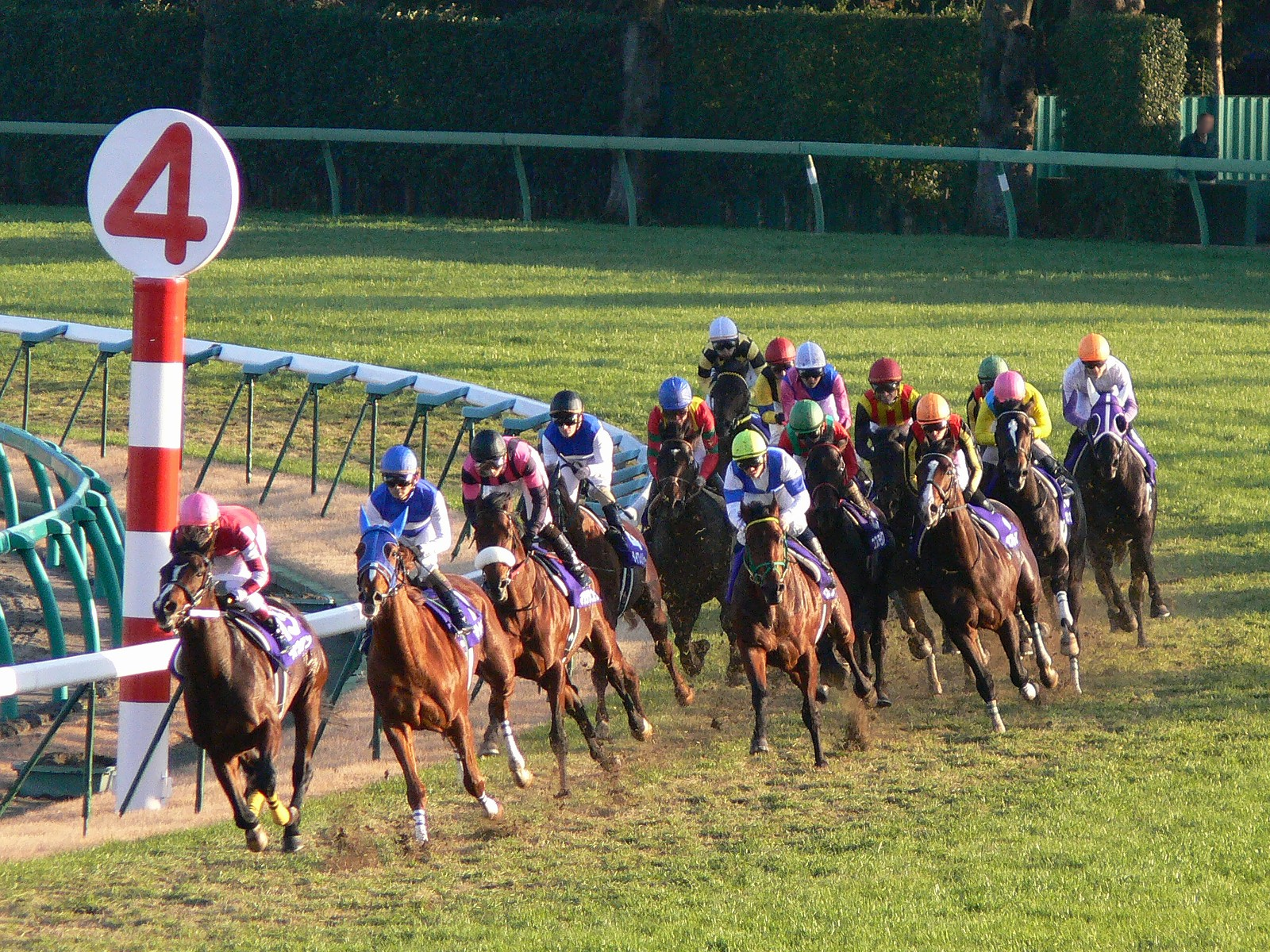
Édition 2007

## Palmarès depuis 1988
| Année | Vainqueur      | S/A | Père           | Jockey             | Entraîneur         | Propriétaire           | Deuxième         | Troisième        | Temps   |
| ----- | -------------- | --- | -------------- | ------------------ | ------------------ | ---------------------- | ---------------- | ---------------- | ------- |
| 2024  | Regaleira      | F.3 | Suave Richard  | Keita Tosaki       | Tetsuya Kimura     | Sunday Racing Co. Ltd  | Shahryar         | Danon Decile     | 2'31"80 |
| 2023  | Do Deuce       | M.4 | Heart's Cry    | Yutaka Take        | Yasuo Tomomichi    | Kieffers Co Ltd        | Stars On Earth   | Titleholder      | 2'30"90 |
| 2022  | Equinox        | M.3 | Kitasan Black  | Christophe Lemaire | Tetsuya Kimura     | Silk Racing            | Boldog Hos       | Geraldina        | 2'32"40 |
| 2021  | Efforia        | M.3 | Epiphaneia     | Takeshi Yokoyama   | Yuichi Shikato     | U Carrot Farm Co. Ltd  | Deep Bond        | Chrono Genesis   | 2'32"00 |
| 2020  | Chrono Genesis | F.4 | Bago           | Yuichi Kitamura    | Takashi Saito      | Sunday Racing          | Salacia          | Fierement        | 2'35"00 |
| 2019  | Lys Gracieux   | F.5 | Heart's Cry    | Damian Lane        | Yoshito Yahagi     | U Carrot Farm          | Saturnalia       | World Premiere   | 2'30"50 |
| 2018  | Blast Onepiece | M.3 | Harbinger      | Kenichi Ikezoe     | Masahiro Otake     | Silk Racing Co Ltd     | Rey De Oro       | Cheval Grand     | 2'32"20 |
| 2017  | Kitasan Black  | M.5 | Black Tide     | Yutaka Take        | Hisashi Shimizu    | Ono Shoji              | Queen’s Ring     | Cheval Grand     | 2'33"60 |
| 2016  | Satono Diamond | M.3 | Deep Impact    | Christophe Lemaire | Yasutoshi Ikee     | Hajime Satomi          | Kitasan Black    | Gold Actor       | 2'32"60 |
| 2015  | Gold Actor     | M.4 | Screen Hero    | Hayato Yoshida     | Tadashige Nakagawa | Kaname Ishiro          | Sounds of Earth  | Kitasan Black    | 2'33"00 |
| 2014  | Gentildonna    | F.5 | Deep Impact    | Keita Tosaki       | Sei Ishizaka       | Sunday Racing          | To The World     | Gold Ship        | 2'35"30 |
| 2013  | Orfevre        | M.5 | Stay Gold      | Ken'ichi Ikezoe    | Yasutoshi Ikee     | Sunday Racing          | Win Variation    | Gold Ship        | 2'32"30 |
| 2012  | Gold Ship      | M.3 | Stay Gold      | Hiroyuki Uchida    | Naosuke Sugai      | Eiichi Kobayashi       | Ocean Blue       | Rulership        | 2'31"90 |
| 2011  | Orfevre        | M.3 | Stay Gold      | Ken'ichi Ikezoe    | Yasutoshi Ikee     | Sunday Racing          | Eishin Flash     | To The Glory     | 2'36"00 |
| 2010  | Victoire Pisa  | M.3 | Neo Universe   | Mirco Demuro       | Katsuhiko Sumii    | Yoshimi Ichikawa       | Buena Vista      | To The Glory     | 2'32"60 |
| 2009  | Dream Journey  | M.5 | Stay Gold      | Kenichi Ikezoe     | Yasutoshi Ikee     | Sunday Racing          | Buena Vista      | Air Shady        | 2'30"00 |
| 2008  | Daiwa Scarlet  | F.4 | Agnes Tachyon  | Katsumi Ando       | Kunihide Matsuda   | Keizo Oshiro           | Admire Monarch   | Air Shady        | 2'31"50 |
| 2007  | Matsurida Gogh | M.4 | Sunday Silence | Masayoshi Ebina    | Sakae Kunieda      | Fumie Takahashi        | Daiwa Scarlet    | Daiwa Major      | 2'33"60 |
| 2006  | Deep Impact    | M.4 | Sunday Silence | Yutaka Take        | Yasutoshi Ikee     | Kaneko Makoto Holdings | Pop Rock         | Daiwa Major      | 2'31"90 |
| 2005  | Heart's Cry    | M.4 | Sunday Silence | Christophe Lemaire | Kojiro Hashiguchi  | Shadai Racehorse       | Deep Impact      | Lincoln          | 2'31"90 |
| 2004  | Zenno Rob Roy  | M.4 | Sunday Silence | Olivier Peslier    | Kazuo Fujisawa     | Shinobu Oosako         | Tap Dance City   | Silk Famous      | 2'29"50 |
| 2003  | Symboli Kris S | M.4 | Kris S.        | Olivier Peslier    | Kazuo Fujisawa     | Symboli Stud           | Lincoln          | Zenno Rob Roy    | 2'30"50 |
| 2002  | Symboli Kris S | M.3 | Kris S.        | Olivier Peslier    | Kazuo Fujisawa     | Symboli Stud           | Tap Dance City   | Coin Toss        | 2'32"60 |
| 2001  | Manhattan Cafe | M.3 | Sunday Silence | Masayoshi Ebina    | Futoshi Kojima     | Ken Nishikawa          | American Boss    | To The Victory   | 2'33"10 |
| 2000  | T M Opera O    | M.4 | Opera House    | Ryuji Wada         | Ichizo Iwamoto     | Masatsugu Takezono     | Meisho Doto      | Daiwa Texas      | 2'34"10 |
| 1999  | Grass Wonder   | M.4 | Silver Hawk    | Hitoshi Matoba     | Mitsuhiro Ogata    | Y. Hanzawa             | Special Week     | T M Opera O      | 2'37"20 |
| 1998  | Grass Wonder   | M.3 | Silver Hawk    | Hitoshi Matoba     | Mitsuhiro Ogata    | Y. Hanzawa             | Mejiro Bright    | Stay Gold        | 2'32"10 |
| 1997  | Silk Justice   | M.3 | Brian's Time   | Shinji Fujita      | Masaaki Okubo      | Silk Co Ltd            | Marvelous Sunday | Air Groove       | 2'34"80 |
| 1996  | Sakura Laurel  | M.5 | Rainbow Quest  | Norihiro Yokoyama  | Katsutaro Sakai    | Sakura Commerce        | Marvelous Sunday | Meiner Bridge    | 2'33"80 |
| 1995  | Mayano Top Gun | M.3 | Brian's Time   | Seiki Tabara       | Masahiro Sakaguchi | Yu Tadokoro            | Taiki Blizzard   | Sakura Chitose O | 2'33"60 |
| 1994  | Narita Brian   | M.3 | Brian's Time   | Katsumi Minai      | Masaaki Okubo      | Hidenori Yamaji        | Hishi Amazon     | Rice Shower      | 2'32"20 |
| 1993  | Tokai Teio     | M.5 | Symboli Rudolf | Seiki Tabara       | Shoichi Matsumoto  | Masanori Uchimura      | Biwa Hayahide    | Nice Nature      | 2'30"90 |
| 1992  | Mejiro Palmer  | M.5 | Mejiro Eagle   | Taisei Yamada      | Masaaki Okubo      | Mejiro Farm            | Legacy World     | Nice Nature      | 2'33"50 |
| 1991  | Daiyusaku      | M.6 | Nonoalco       | Shigefumi Kumazawa | Shigeharu Naito    | Kohei Hashimoto        | Mejiro Mcqueen   | Nice Nature      | 2'30"60 |
| 1990  | Oguri Cap      | M.5 | Dancing Cap    | Yutaka Take        | Tsutomu Setoguchi  | Shunsuke Kondo         | Mejiro Ryan      | White Stone      | 2'34"20 |
| 1989  | Inari One      | M.5 | Mill George    | Masato Shibata     | Kiyoshi Suzuki     | Hiroki Hotehama        | Super Creek      | Sakura Hokuto O  | 2'31"70 |
| 1988  | Oguri Cap      | M.3 | Dancing Cap    | Yukio Okabe        | Tsutomu Setoguchi  | Isao Sahashi           | Tamamo Cross     | Soccer Boy       | 2'33"90 |

## Vainqueurs précédents
- 1956 - Meiji Hikari
- 1957 - Hakuchikara
- 1958 - Onward There
- 1959 - Garnet
- 1960 - Star Roch
- 1961 - Homareboshi
- 1962 - Onslaught
- 1963 - Ryu Forel
- 1964 - Yamato Kyodai
- 1965 - Shinzan
- 1966 - Korehide
- 1967 - Kabuto Ciro
- 1968 - Ryuzuki
- 1969 - Speed Symboli
- 1970 - Speed Symboli
- 1971 - Tomei
- 1972 - Ishino Hikaru
- 1973 - Strong Eight
- 1974 - Tanino Chikara
- 1975 - Ishino Arashi
- 1976 - Tosho Boy
- 1977 - Ten Point
- 1978 - Kane Minobu
- 1979 - Green Grass
- 1980 - Hoyo Boy
- 1981 - Amber Shadai
- 1982 - Hikari Duel
- 1983 - Lead Hoyu
- 1984 - Symboli Rudolf
- 1985 - Symboli Rudolf
- 1986 - Dyna Gulliver
- 1987 - Mejiro Durren

## Chevaux ayant recueilli le plus de votes
| Année | Cheval           | Votes   | Résultat         |
| ----- | ---------------- | ------- | ---------------- |
| 1998  | Air Groove       | 165 357 | 5e               |
| 1999  | Special Week     | 165 734 | 2e               |
| 2000  | T M Opera O      | 109 140 | Vainqueur        |
| 2001  | T M Opera O      | 93 217  | 5e               |
| 2002  | Narita Top Road  | 91 122  | 4e               |
| 2003  | Symboli Kris S   | 125 116 | Vainqueur        |
| 2004  | Zenno Rob Roy[1] | 100 052 | Vainqueur        |
| 2005  | Deep Impact      | 160 297 | 2e               |
| 2006  | Deep Impact      | 119 940 | Vainqueur        |
| 2007  | Vodka            | 105 441 | 11e              |
| 2008  | Vodka            | 136 619 | N'a pas couru    |
| 2009  | Vodka            | 105 059 | N'a pas couru[2] |
| 2010  | Buena Vista      | 111 323 | 2e               |
| 2011  | Buena Vista      | 109 247 | 7e               |
| 2012  | Orfevre          | 90 474  | N'a pas couru    |
| 2013  | Orfevre          | 81 198  | Vainqueur        |
| 2014  | Gold Ship        | 66 796  | 3e               |
| 2015  | Gold Ship        | 120 981 | 8e               |
| 2016  | Kitasan Black    | 137 353 | 2e               |
| 2017  | Kitasan Black    | 124 641 | Vainqueur        |
| 2018  | Rey de Oro       | 110 293 | 2e               |
| 2019  | Almond Eye       | 109 885 | 9e               |
| 2020  | Chrono Genesis   | 214 472 | Vainqueur        |
| 2021  | Efforia          | 260 742 | Vainqueur        |
| 2022  | Titleholder      | 368 304 | 9e               |

1 En 2004, Cosmo Bulk avait été plébiscité par les votants, mais il appartenait à Hokkaido Keiba de la NRA, et non à la JRA.

2 Vodka ne fut pas autorisée à participer en 2009 en raison d'une suspension d'un mois pour un saignement lors de la Japan Cup.